# Elit Vetlanda
Vetlanda Motorsällskap (VMS) är en motorklubb i småländska Vetlanda med främst speedway på programmet. Klubben grundades den 12 oktober 1946. Representationslaget har genom åren varit känt som Njudungarna, Vetlanda, VMS Elit och Elit Vetlanda.  Från och med 2018 kallades laget Vetlanda Speedway.

## Historik
Vetlanda Motorsällskap grundades den 12 oktober 1946. Det hela började med att några medlemmar i Vetlanda Motorsällskap började fälla träd, riva upp enbuskar och bereda marken vid området intill Brostugan. Området hade Vetlanda Motorsällskap hyrt av lantbrukaren Henric Wictorin. Syftet med röjningen var att skapa en jordbana.
Den 26 april 1949 annonserades att Vetlanda Motorsällskap planerade att anordna en invigningstävling i mitten av året – om det var möjligt naturligtvis. Den 24 juni 1949 hölls invigningstävlingen. 
Mr Speedway i Vetlanda är Henry Stein som ledde laget under trettio års tid. Han var med om att leda representationslaget till många framgångar och bland annat de tre lag-SM-gulden 1976, 1986 och 1987.
Dagens lagledare Bo Wirebrand var med och körde hem SM-guldet 1976. 1981 stoppade en skada honom från fortsatt tävlande, men efter 14 år som svensk förbundskapten återkom han 2003 till klubben som sportchef.
Den 30 mars 2022 lämnade Vetlanda Speedway  in en konkursansökan, som godkändes av Eksjö tingsrätt. Klubben drog sig därmed även ur Elitserien (sedan 2020 kallad Bauhaus-ligan).

## Namn
Klubbens representationslag har genom åren varit känt under olika namn. Åren 2003–2006 var det VMS Elit som gällde, och innan dess främst Njudungarna. 17 januari 2007 bytte man, efter ett samarbetsavtal med Vetlanda kommun till Elit Vetlanda Speedway. I dag heter laget Vetlanda Speedway.

## SM-guld
- 1976
- 1986
- 1987
- 2004
- 2006
- 2010
- 2012
- 2014
- 2015

## 2013 års trupp
- Jaroslaw Hampel
- Janusz Kolodziej
- David Ruud
- Martin Vaculik
- Thomas H Jonasson
- Mikkel Bech Jensen
- Bartosz Zmarzlik
- Jacob Thorsell, gästförare
- Ricky Kling, gästförare
- Henric Lindqvist, junior
- Johan Jensen, junior
- Dennis Jonsson, junior
- Michael Sjöqvist, junior
- Kenny Wennerstam, junior

Lagledare: Fredrik Staaf
Sportchef: Bo Wirebrand

## Framstående förare
Bland kända förare som representerat klubben kan följande nämnas:
- Jason Crump
- Rune Holta
- Peter Karlsson
- Leigh Adams
- Conny Samuelsson
- Hans Nielsen
- Simon Wigg
- John Jørgensen
- Wieslaw Jagus
- Lee Richardson
- Tai Woffinden

- Jaroslaw Hampel

- Bartosz Zmarzlik

## Maratontabell
(Antal matcher/antal poäng/antal heat)
1. Conny Ivarsson*******302/2933/1400
2. Conny Samuelsson*****392/2495/1531
3. Claes Ivarsson*******260/2384/1210
4. Rune Holta***********123/1328/630
5. Lee Richardson***132/1203/674
6. Jaroslaw Hampel****98/1034/511
7. Bo Wirebrand*********111/972/450
8. Uno Johansson********105/956/479
9. Jason Crump******80/945/415
10. Göran Waltersson*****153/940/607